# مسلمانان تامیلی
مسلمانان تامیلی (انگلیسی: Tamil Muslim) مردم تامیل زبانی هستند که اسلام دین آن‌ها است. ۳ – ۴ میلیون مسلمان تامیلی در هند در ایالت تامیل نادو و همسایگی آن، کرالا و Karnataka وجود دارند.